# Deshaker
Deshaker ist eine Software, die verwackelte Videos stabilisiert. Sie ist als Plug-in für das Open-Source-Videobearbeitungsprogramm VirtualDub realisiert. Deshaker ist als Freeware kostenlos verfügbar.

## Funktion
Deshaker analysiert ein Video auf ungewünschte Kamerabewegungen (Verwackeln). Dabei werden die Einzelbilder so positioniert, dass das Motiv stillzustehen scheint. Lässt man das Video so laufen, so ist der Bildrand bei keinem Bild an derselben Position. Anschließend wird der Bildausschnitt bestimmt, der in allen Einzelbildern vorkommt. Wenn von jedem Einzelbild dieser Bildausschnitt verwendet wird, erhält man ein unverwackeltes Video mit reduzierter Bildgröße; die eigentliche Auflösung bleibt jedoch gleich.
Meist ist es jedoch erforderlich, dass das Video wieder in der Originalgröße und -auflösung ausgegeben wird. Dazu unterstützt Deshaker verschiedene Möglichkeiten:
- Das Video reduzierter (beschnittener) Bildgröße wird auf die gewünschte Bildgröße hochskaliert. Dabei treten durch die Änderung der Auflösung jedoch Qualitätsverluste in Form von Unschärfe auf.
- Die abgeschnittenen Bereiche einzelner Bilder werden durch die entsprechenden Bereiche der vorhergehenden bzw. nachfolgenden Bilder ersetzt. Dies funktioniert jedoch nur, wenn in diesen Bereichen des Bildes keine Bewegung erfolgt.

## Grenzen
Grundsätzlich führt das nachträgliche Entfernen von Verwacklungen immer zu einer schlechteren Qualität, als sie ein von vornherein unverwackeltes Video hätte.
Gründe:
- Bei schnellem Zittern, mit der Kamera, zeigt bereits jedes Einzelbild Bewegungsunschärfe. Zwar wird das Zittern durch Deshaker entfernt, die Unschärfe bleibt jedoch. Dieser Effekt lässt sich weitgehend vermeiden, wenn Deshaker in Kombination mit einer Kamera mit optischer Bildstabilisation verwendet wird. Dann kompensiert die optische Bildstabilisation die schnelle, aber kurze Zitterbewegung, während Deshaker die langsameren und längeren Bewegungen der Kamera entfernt.
- Es ist für Deshaker schwierig, gewünschte Kamerabewegungen wie Zooms und Schwenks von ungewünschten Kamerabewegungen zu unterscheiden. Hierzu bietet Deshaker jedoch zahlreiche Einstellungsmöglichkeiten, deren Verwendung allerdings einige Erfahrung erfordert.

## Alternativen
Es gibt einige kommerzielle Alternativen zu Deshaker, am bekanntesten ist Dynapel SteadyHand. Viele kommerzielle Videoschnittsysteme enthalten vergleichbare Funktionen.